# Cyrtauchenius inops
Cyrtauchenius inops là một loài nhện trong họ Cyrtaucheniidae. Loài này phân bố ờ Algerije.